# Championnat de Grèce de basket-ball
Le championnat de Grèce de basket-ball, (en grec : ESAKE ΕΣΑΚΕ pour Ελληνικός Σύνδεσμος Ανωνύμων Καλαθοσφαιρικών Εταιρειών, en anglais : HEBA pour Hellenic Basketball Association), également nommé A1 Ethniki est une compétition de basket-ball qui représente en Grèce le sommet de la hiérarchie du basket-ball. La seconde division grecque est l'A2.
Le championnat de Grèce de basket-ball existe depuis 1927.
Ce championnat regroupe les douze meilleures équipes grecques. Elles se rencontrent chacune à deux reprises (un match à domicile et un match à l'extérieur). À l'issue de la saison régulière, les huit premiers s'affrontent lors des playoffs. Les quarts de finale se disputent au meilleur des trois matchs, les demi-finales et la finale au meilleur des cinq matchs. Le vainqueur de ces playoffs est désigné champion de Grèce. Les deux derniers de la saison régulière sont relégués en A2.

## Palmarès
- 1928 : Iraklís Salonique
- 1929 : Panellínios Athènes
- 1930 : Áris Salonique
- 1931 : non disputé
- 1932 : non disputé
- 1933 : non disputé
- 1934 : non disputé
- 1935 : Iraklís Salonique
- 1936 : AC Near East
- 1937 : Université d’Athènes
- 1938 : non disputé
- 1939 : Panellínios Athènes
- 1940 : Panellínios Athènes
- 1941 : non disputé
- 1942 : non disputé
- 1943 : non disputé
- 1944 : non disputé
- 1945 : non disputé
- 1946 : Panathinaïkós Athènes
- 1947 : Panathinaïkós Athènes
- 1948 : non disputé
- 1949 : Olympiakós Le Pirée
- 1950 : Panathinaïkós Athènes
- 1951 : Panathinaïkós Athènes
- 1952 : non disputé
- 1953 : Panellínios Athènes
- 1954 : Panathinaïkós Athènes
- 1955 : Panellínios Athènes
- 1956 : non disputé
- 1957 : Panellínios Athènes
- 1958 : AEK Athènes
- 1959 : PAOK Salonique
- 1960 : Olympiakós Le Pirée
- 1961 : Panathinaïkós Athènes
- 1962 : Panathinaïkós Athènes
- 1963 : AEK Athènes
- 1964 : AEK Athènes
- 1965 : AEK Athènes
- 1966 : AEK Athènes
- 1967 : Panathinaïkós Athènes
- 1968 : AEK Athènes
- 1969 : Panathinaïkós Athènes
- 1970 : AEK Athènes
- 1971 : Panathinaïkós Athènes
- 1972 : Panathinaïkós Athènes
- 1973 : Panathinaïkós Athènes
- 1974 : Panathinaïkós Athènes
- 1975 : Panathinaïkós Athènes
- 1976 : Olympiakós Le Pirée
- 1977 : Panathinaïkós Athènes
- 1978 : Olympiakós Le Pirée
- 1979 : Áris Salonique
- 1980 : Panathinaïkós Athènes
- 1981 : Panathinaïkós Athènes
- 1982 : Panathinaïkós Athènes
- 1983 : Áris Salonique
- 1984 : Panathinaïkós Athènes
- 1985 : Áris Salonique
- 1986 : Áris Salonique
- 1987 : Áris Salonique
- 1988 : Áris Salonique
- 1989 : Áris Salonique
- 1990 : Áris Salonique
- 1991 : Áris Salonique
- 1992 : PAOK Salonique
- 1993 : Olympiakós Le Pirée
- 1994 : Olympiakós Le Pirée
- 1995 : Olympiakós Le Pirée
- 1996 : Olympiakós Le Pirée
- 1997 : Olympiakós Le Pirée
- 1998 : Panathinaïkós Athènes
- 1999 : Panathinaïkós Athènes
- 2000 : Panathinaïkós Athènes
- 2001 : Panathinaïkós Athènes
- 2002 : AEK Athènes
- 2003 : Panathinaïkós Athènes
- 2004 : Panathinaïkós Athènes
- 2005 : Panathinaïkós Athènes
- 2006 : Panathinaïkós Athènes
- 2007 : Panathinaïkós Athènes
- 2008 : Panathinaïkós Athènes
- 2009 : Panathinaïkós Athènes
- 2010 : Panathinaïkós Athènes
- 2011 : Panathinaïkós Athènes
- 2012 : Olympiakós Le Pirée
- 2013 : Panathinaïkós Athènes
- 2014 : Panathinaïkós Athènes
- 2015 : Olympiakós Le Pirée
- 2016 : Olympiakós Le Pirée
- 2017 : Panathinaïkós Athènes
- 2018 : Panathinaïkós Athènes
- 2019 : Panathinaïkós Athènes
- 2020 : Panathinaïkós Athènes[1]
- 2021 : Panathinaïkós Athènes
- 2022 : Olympiakós Le Pirée
- 2023 : Olympiakós Le Pirée
- 2024 : Panathinaïkós Athènes
- 2025 : Olympiakós Le Pirée

## Bilan par club
| Club                  | Champions | Années |
| --------------------- | --------- | --- |
| Panathinaïkós Athènes | 40        | 1946, 1947, 1950, 1951, 1954, 1961, 1962, 1967, 1969, 1971, 1972, 1973, 1974, 1975, 1977, 1980, 1981, 1982, 1984, 1998, 1999, 2000, 2001, 2003, 2004, 2005, 2006, 2007, 2008, 2009, 2010, 2011, 2013, 2014, 2017, 2018, 2019, 2020, 2021, 2024 |
| Olympiakós Le Pirée   | 15        | 1949, 1960, 1976, 1978, 1993, 1994, 1995, 1996, 1997, 2012, 2015, 2016, 2022, 2023, 2025 |
| Áris Salonique        | 10        | 1930, 1979, 1983, 1985, 1986, 1987, 1988, 1989, 1990, 1991 |
| AEK Athènes           | 8         | 1958, 1963, 1964, 1965, 1966, 1968, 1970, 2002 |
| Panellínios Athènes   | 6         | 1929, 1939, 1940, 1953, 1955, 1957 |
| Iraklís Salonique     | 2         | 1928, 1935 |
| PAOK Salonique        | 2         | 1959, 1992 |
| AC Near East          | 1         | 1936 |
| Université d’Athènes  | 1         | 1937 |